# Giulio Carlo Fagnano dei Toschi
Giulio Carlo, Count Fagnano e Marquis de Toschi (Senigália, 6 de dezembro de 1682 – 26 de setembro de 1766) foi um matemático italiano. Foi provavelmente o primeiro a dirigir a atenção para a teoria das integrais elípticas.
Foi eleito membro da Royal Society em 1723.

## Obra

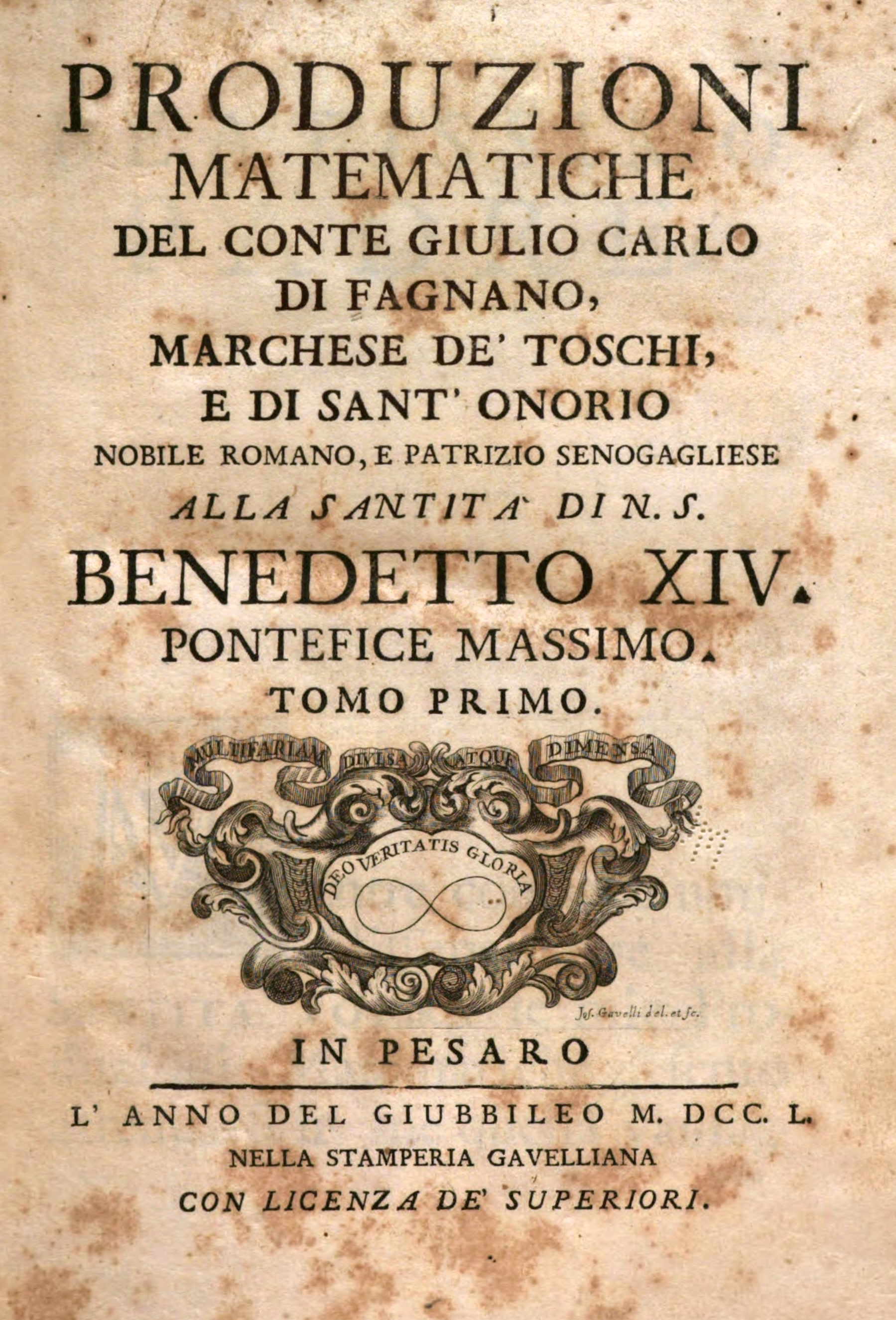
Produzioni matematiche, 1750

Fagnano é mais conhecido por investigações sobre o comprimento e divisão de arcos de certas curvas, especialmente a lemniscata de Bernoulli; este parece ter sido em sua própria estimativa seu mais importante trabalho, já que tem a figura da lemniscata com a inscrição "Multifariam divisa atque dimensa Deo veritatis gloria" gravada na página de rosto de seu Produzioni Matematiche, publicado em dois volumes (Pesaro, 1750) e dedicado ao Papa Bento XIV. A mesma figura com a inscrição "Deo veritatis gloria" também aparece em seu túmulo.
Não conseguindo retificar a elipse ou a hipérbole, Fagnano tentou determinar os arcos cuja diferença é retificável. A palavra "retificável" significava na época que o comprimento pode ser encontrado explicitamente, o que é diferente do seu significado moderno. Ele também apontou a notável analogia existente entre as integrais que representam o arco de um círculo e o arco de uma lemniscata. Também provou a fórmula
{\displaystyle \pi =2i\log {1-i \over 1+i}}
onde i é a {\displaystyle {\sqrt {-1}}}.
Seus trabalhos foram reunidos e publicados em dois volumes em Pesaro em 1750.
Alguns matemáticos se opuseram a seus métodos de análise baseados no cálculo infinitesimal. Os mais proeminentes destes foram Vincenzo Viviani, Philippe de La Hire e Michel Rolle.

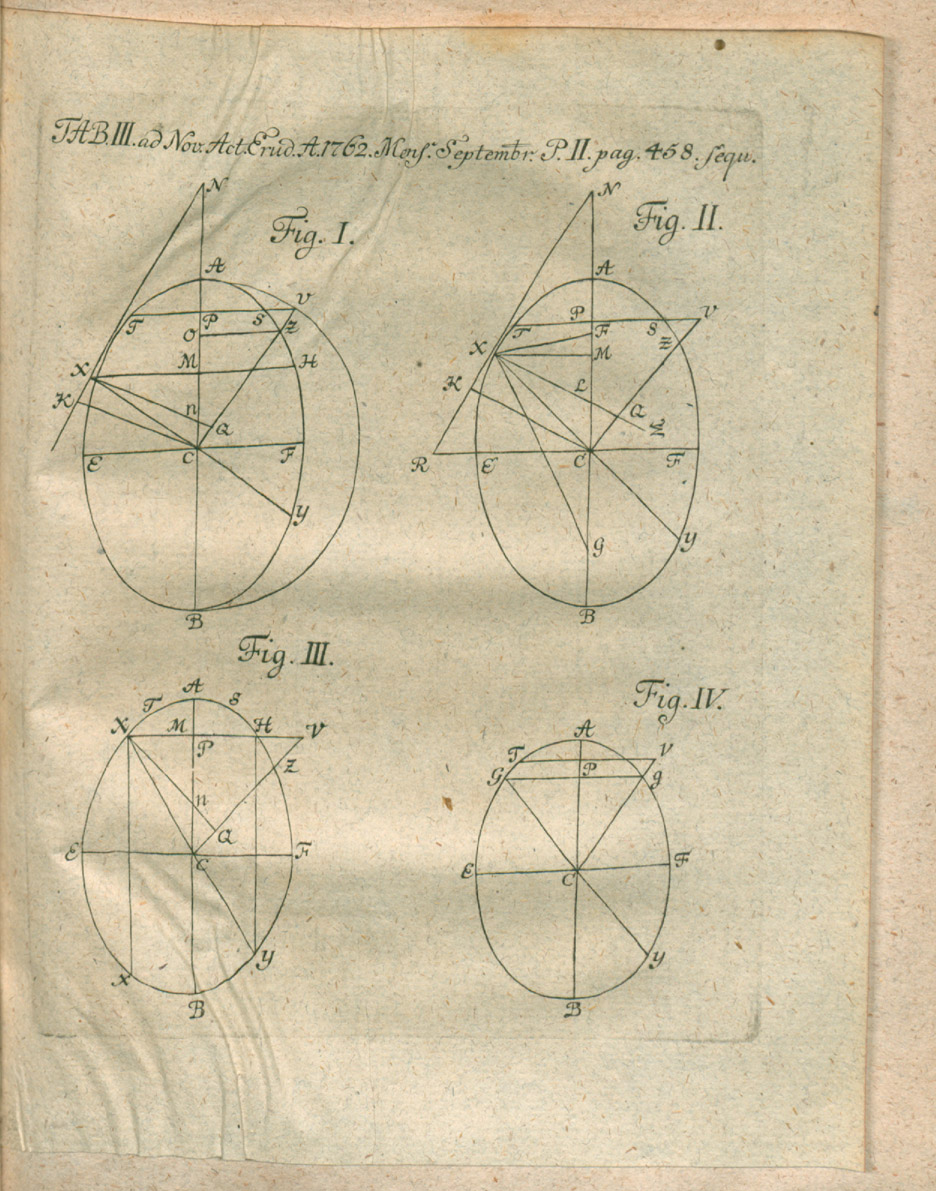
Ilustração do Illustratio theorematis actis lipsiensibus... publicado em Acta Eruditorum, 1762

## Vida
Fez seus estudos superiores no Collegio Clementino em Roma e lá ganhou grande distinção, exceto na matemática, para a qual era grande sua aversão. Somente depois de seu curso superior começou a estudar matemática. Mais tarde, sem ajuda de nenhum professor, dominou a matemática desde suas fundações. Sua pesquisa mais importante foi publicada no Giornale de' Letterati d'Italia.
Um de seus filhos, Giovanni Fagnano, foi também um matemático.